# بيكي ساوربورن
بيكي ساوريبراون (بالإنجليزية: Becky Sauerbrunn)‏ (6 يونيو 1985 بسانت لويس في الولايات المتحدة - ) هي لاعبة كرة قدم أمريكية في مركز الدفاع، شاركت في الألعاب الأولمبية الصيفية 2016 والألعاب الأولمبية الصيفية 2012. وشاركت مع منتخب الولايات المتحدة لكرة القدم للسيدات ومنتخب الولايات المتحدة تحت 20 سنة للسيدات لكرة القدم ومنتخب الولايات المتحدة تحت 17 سنة للسيدات لكرة القدم ‏ ومنتخب الولايات المتحدة تحت 23 سنة للسيدات لكرة القدم ‏. أما مع النوادي، فقد لعبت مع نادي كانساس سيتي وRøa IL ‏ وWashington Freedom (soccer) ‏ وD.C. United Women ‏ وMagicJack (WPS) ‏ وBoston Renegades ‏ وRichmond Kickers Destiny ‏.

## وصلات خارجية
- بيكي ساوربورن على موقع الاتحاد الدولي (مؤرشف)  (الإنجليزية)
- بيكي ساوربورن على موقع الاتحاد الأوربي (الإنجليزية)
- بيكي ساوربورن على موقع اتحاد النرويج (النرويجية)
- بيكي ساوربورن على موقع قاعدة بيانات كرة القدم.إي يو (الإنجليزية)
- بيكي ساوربورن على موقع Soccerway.com (الإنجليزية)
- بيكي ساوربورن على موقع اللجنة الأولمبية الدولية (الإنجليزية)
- بيكي ساوربورن على موقع أوليمبيديا (الإنجليزية)